# Korzikai hunyor
A korzikai hunyor (Helleborus lividus) a boglárkavirágúak (Ranunculales) rendjébe, ezen belül a boglárkafélék (Ranunculaceae) családjába tartozó faj.

## Rendszertani eltérés
Korábban a Helleborus lividus és Helleborus argutifolius nevű taxonokat két különböző fajnak vélték, azonban újabban a két növényt egy fajnak tekintik.

## Előfordulása
A korzikai hunyor előfordulási területe három földközi-tengeri szigetre korlátozódik; vagyis a névadó Korzikára, továbbá Szardíniára és Mallorcára.

## Alfaja
- Helleborus lividus subsp. corsicus (Briq.) P.F.Yeo

## Képek

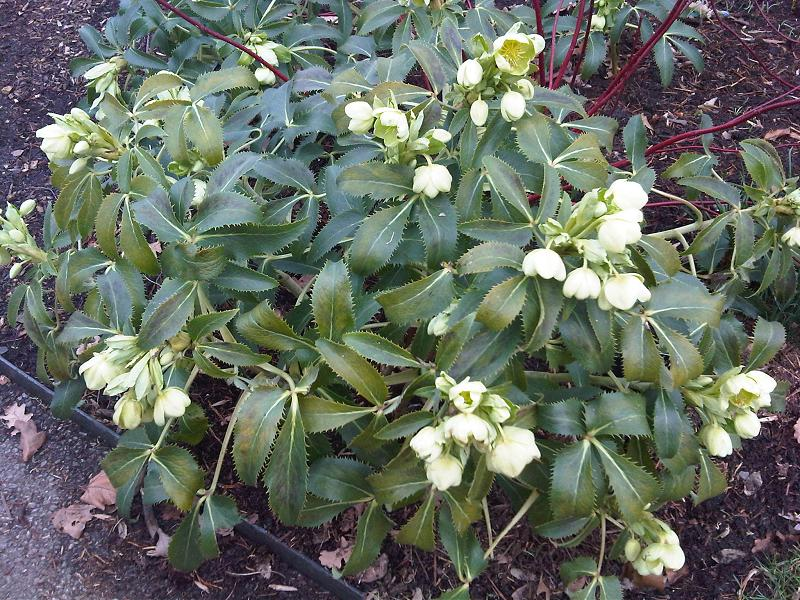
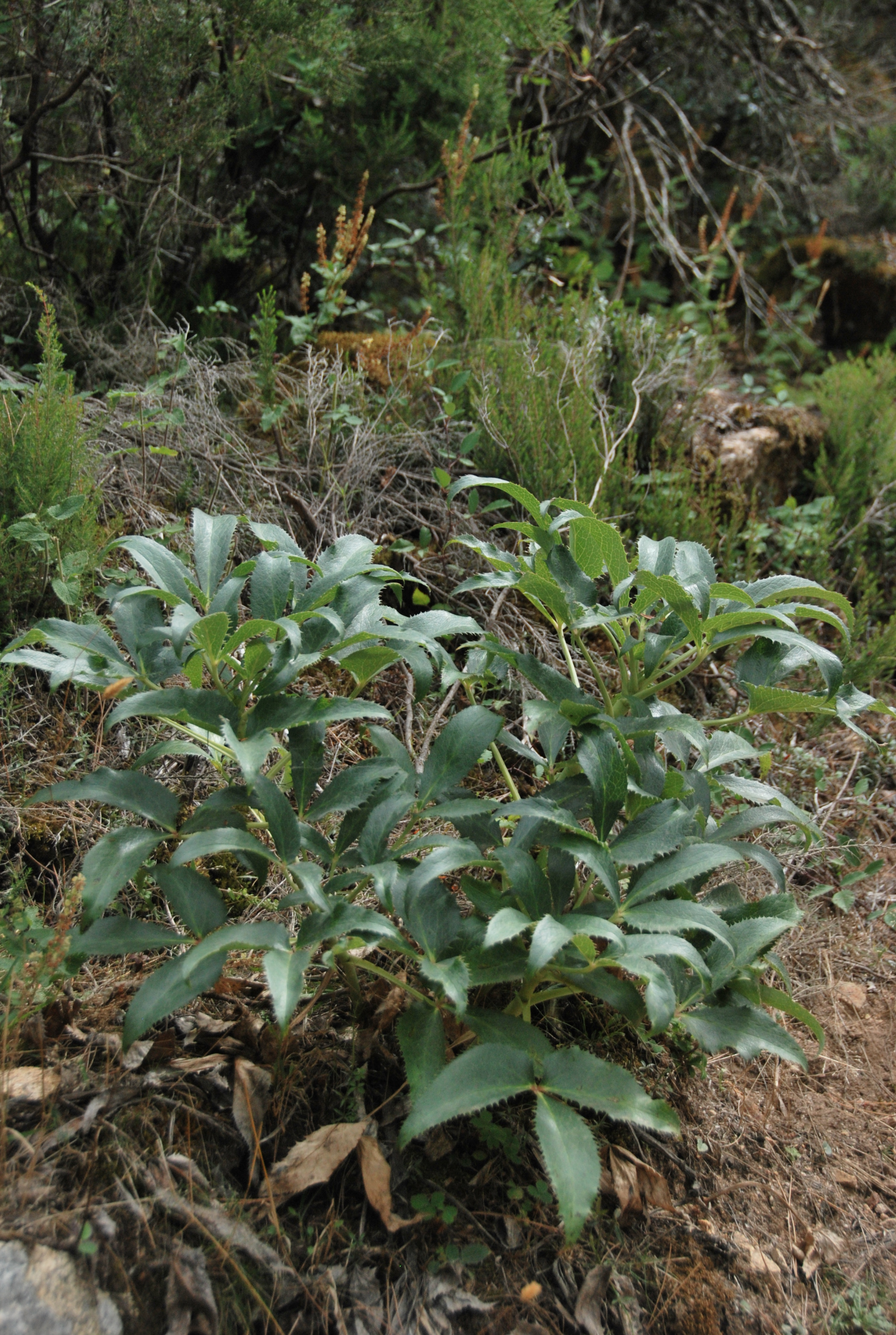
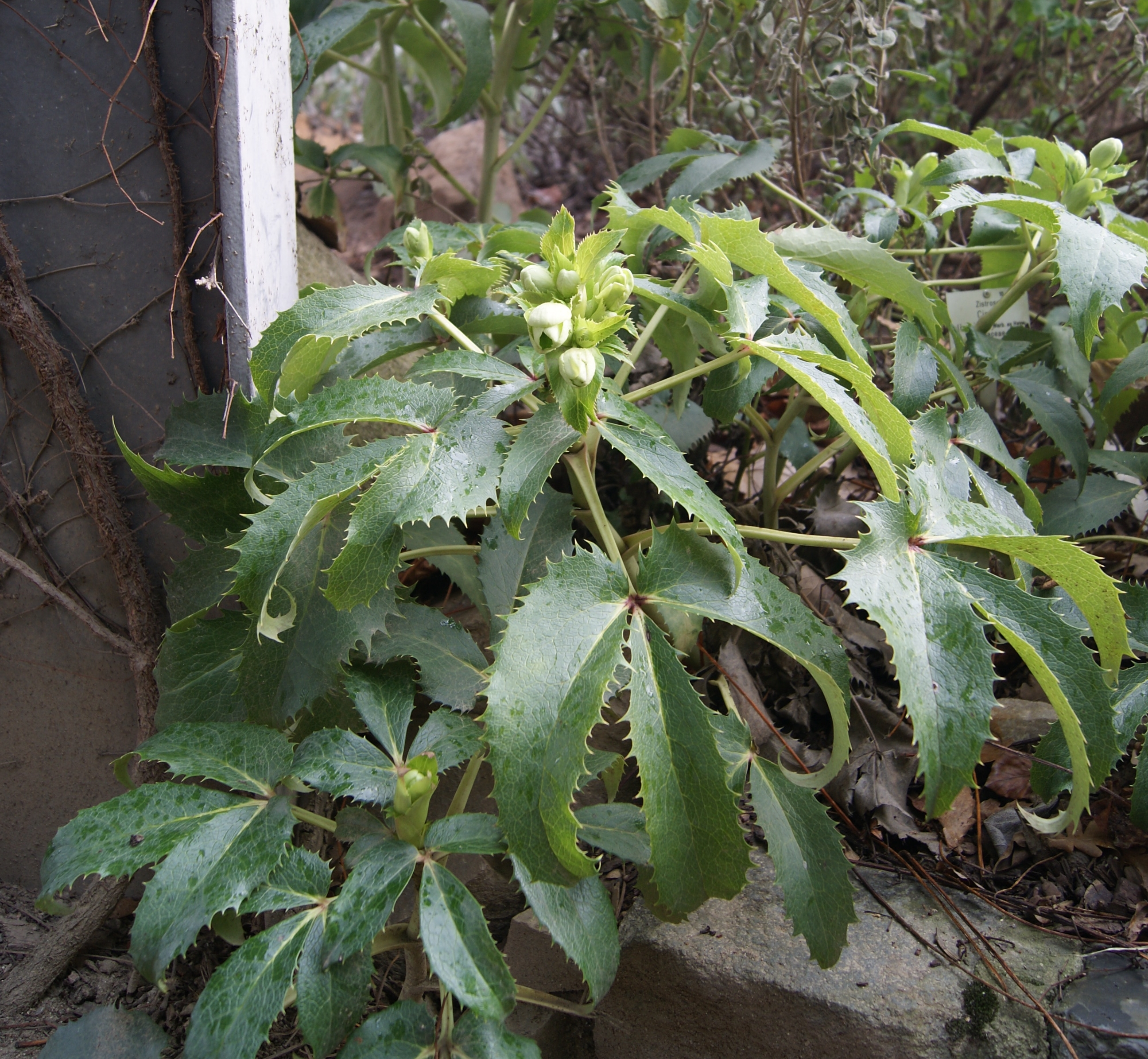
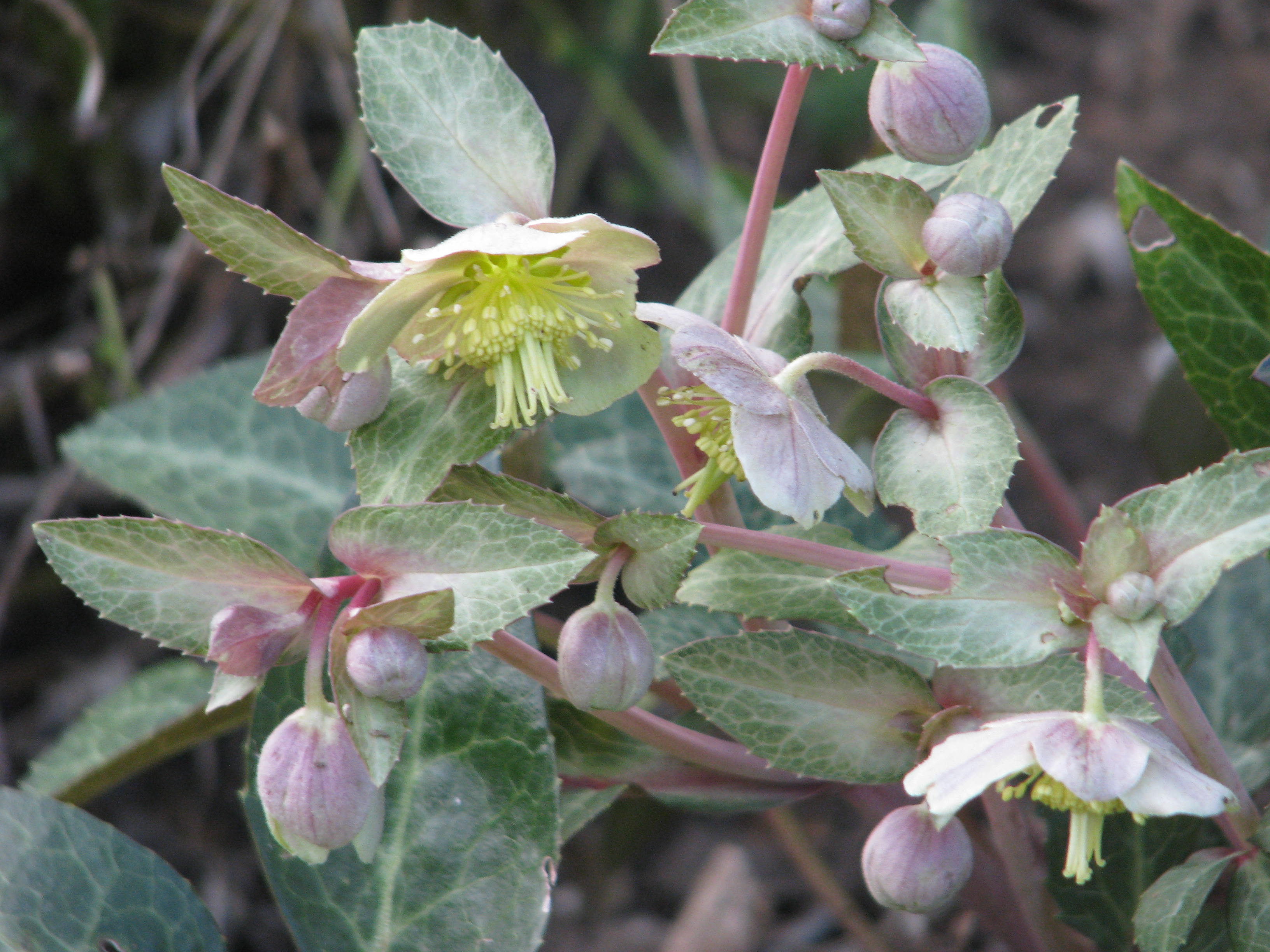
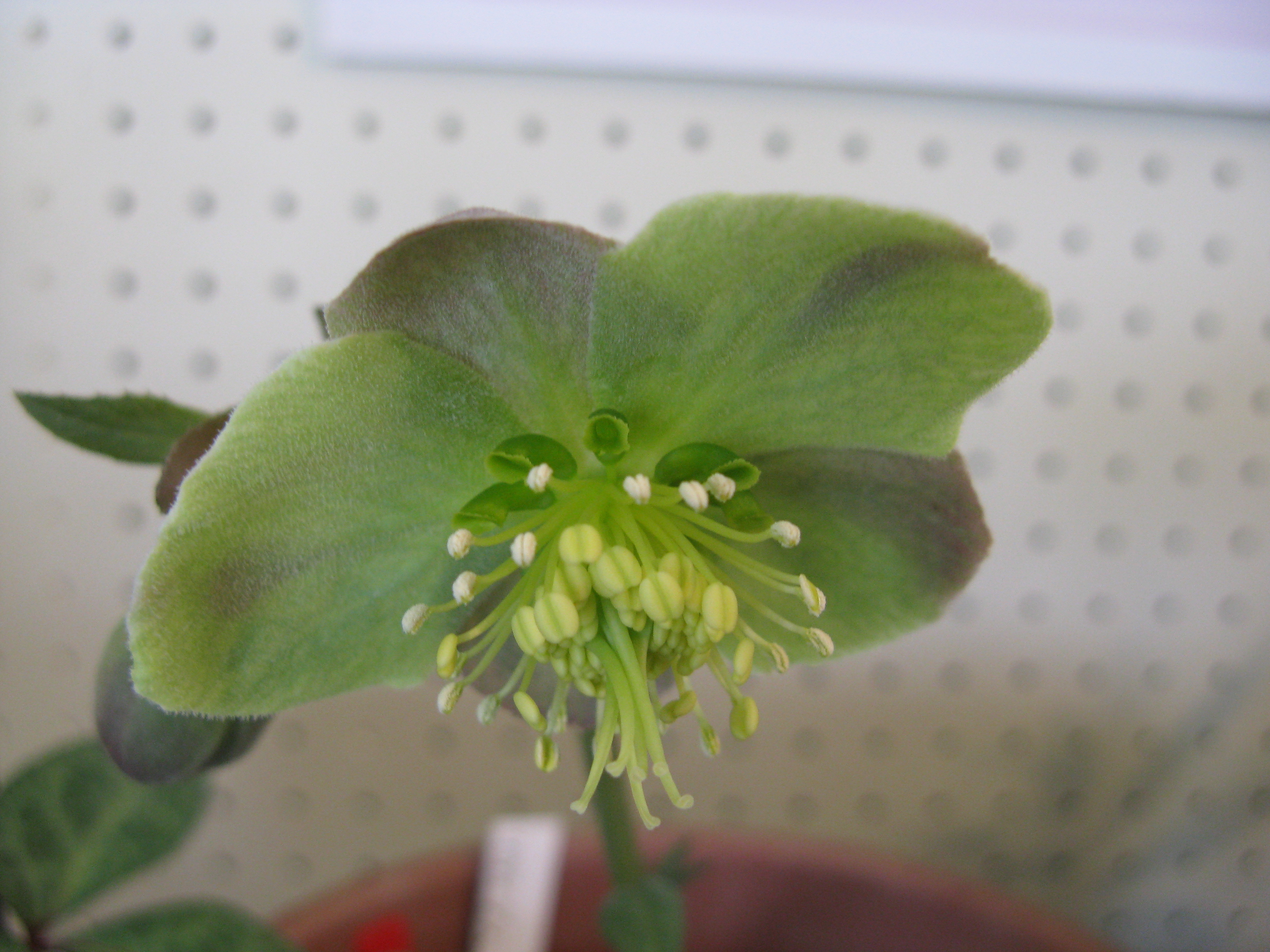

## Megjelenése
Évelő és örökzöld növény, amely 45 centiméter magasra nő meg és 30 centiméteresre terül szét. A levelei fénylő sötétzöldek vagy kékeszöldek, míg a virágai világoszöldek vagy rózsaszínes-zöldek. Januártól kora tavaszig nyílik.